# Peter Westermann
Peter Westermann (født 1. juni 1985 i Hillerød) er formand for DepressionsForeningen, politisk leder for Socialistisk Folkeparti i Region Hovedstaden, spidskandidat til Region Østdanmark og SF’s medlem af Danske Regioners bestyrelse.
Peter Westermann er desuden, som ved valget i 2022, spidskandidat til Folketinget fra Nordsjællands Storkreds. Her var han også kandidat fra 2006 til 2014, og som 1. suppleant kom han i Folketinget sidste halvår af 2010 og var boligordfører for SF.
Han var fra 7. december 2012 til 29. januar 2014 næstformand for SF, som sad i regering. Han trak sig i forbindelse med den politiske modstand mod det delvise salg af Dong bl.a. til investeringsbanken Goldman Sachs, hvilket udløste partiets udtræden af regeringen Helle Thorning-Schmidt I.  
Han var aktiv i Socialistisk Folkepartis Ungdom (SFU) 2002-2008 og stillede op til landsformand i 2008 og opnåede 49,3 % af stemmerne på landsmødet og dermed tabte valget. 
I 2008 var han medstifter af centrum-venstre tænketanken Cevea, som han var vicedirektør for 2008-2010.
Peter Westermann er sproglig student fra Allerød Gymnasium i 2004 og blev i 2011 kandidat i statskundskab.
I dag arbejder han som højskolelærer på Grundtvigs Højskole.
Han har tidligere været politisk konsulent i Akademisk Arkitektforening og Kooperationen.
Peter Westermann er søn af Richard O. Madsen, tidligere kommunalbestyrelsesmedlem for Socialdemokratiet og stifter af Socialt Forbrugerråd i Birkerød, og Marianne Westermann, folkeskolelærer og tidligere skoleleder i Arbejderbevægelsens Oplysningsforbund (AOF) i Allerød.
Peter Westermann er gift og far til to. 